# حزب جمهوری‌خواه ملی
حزب جمهوریخواه ملی حزبی سیاسی در ایالات متحده بود. در دوره صدارت جان کوئینسی آدامز (۱۸۲۵–۱۸۲۹)، هواداران رئیس جمهور آدم‌های آدامز یا ضد جکسون خوانده می‌شدند. با انتخاب جکسون به ریاست جمهوری در ۱۸۲۸ این گروه اپوزیسیون شدند. استفاده از لفظ جمهوریخواه ملی به ۱۸۳۰ بر می‌گردد.